# 浅海带

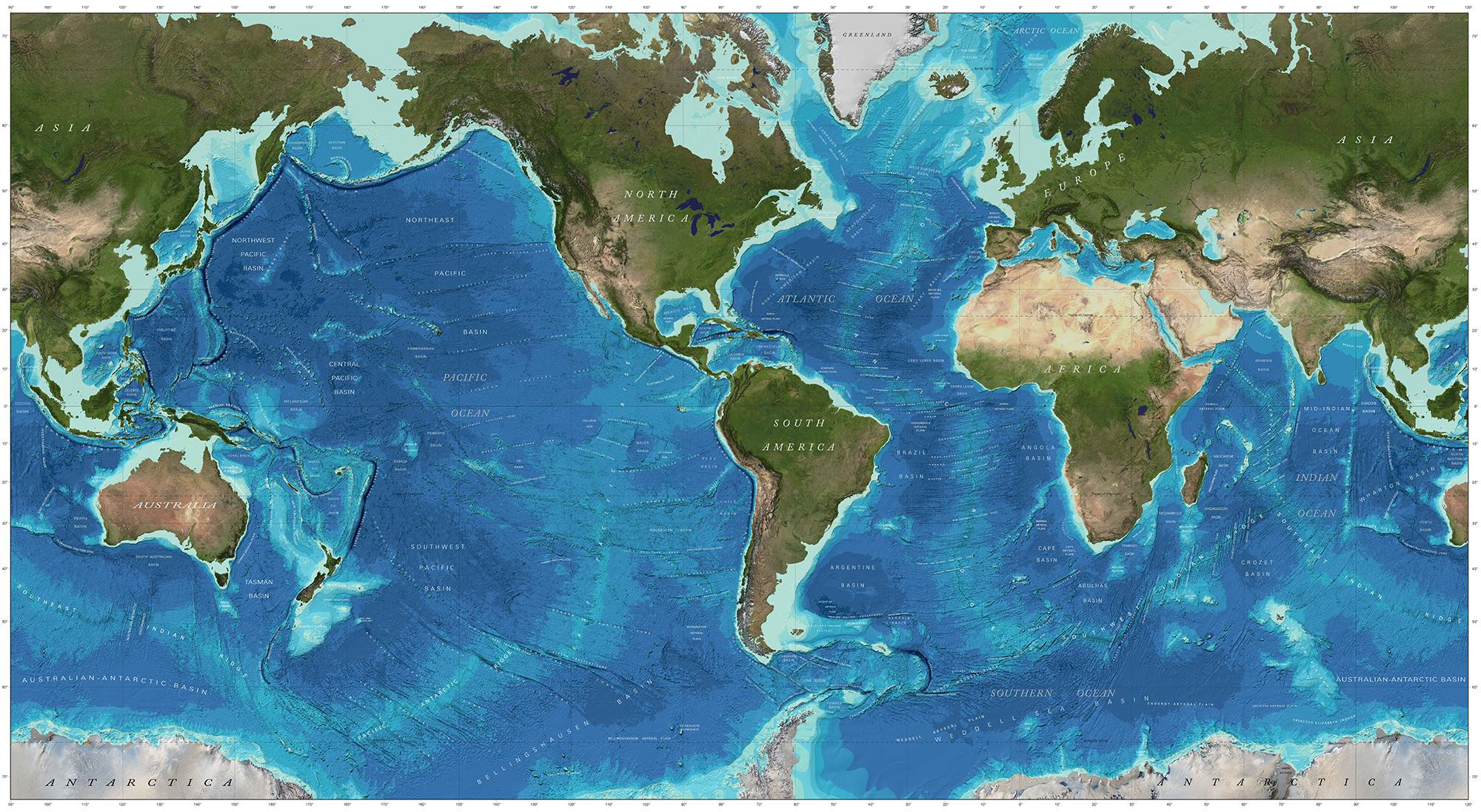
如浅绿色突出显示，浅海带与大陆架的相对浅层重合。

浅海带是海洋中大陆架上方深度相对较浅的水域，普遍低于200（660英尺），与超过大陆架范围的远洋带和深度超过200米的深海相对应。
从海洋生物学的角度来看，浅海带的矿物沉积丰富，为浮游生物、各种鱼类和珊瑚、海草和海藻等海洋生物提供了一个相对稳定和光照充足的环境。

## 定义（海洋生物学）
在海洋生物学中，浅海带，也称为沿海水域、沿海海洋或近海带， 是指阳光照射到海底的海洋区域，即水深到无法把它带出透光帶。
它从低潮标记延伸到大陆架边缘，相对较浅的深度延伸至约 200（660英尺）。 浅海带之上是潮间带（或近海带）和浅海带； 在它下面是大陆坡，从大陆架下降到深海平原和遠洋帶。

## 物理特性
浅海带通常被含氧量良好的水覆盖，接受充足的阳光，温度相对稳定，水压低，盐度稳定，非常适合光合作用的生命。